# Zeffirino Namuncurá
Zeffirino Namuncurá (in spagnolo Ceferino Namuncurá; Chimpay, 26 agosto 1886 – Roma, 11 maggio 1905) fu un salesiano laico argentino.
Venne beatificato l'11 novembre 2007 a Chimpay da papa Benedetto XVI; Namuncurá è stato il primo beato indio del Sudamerica.

## Biografia

### Infanzia
Nacque a Chimpay, figlio di Rosario Burgos e Manuel Namuncurá, ultimo grande cacico delle tribù indios Araucane che dovette arrendersi tre anni prima (nel 1883) alle truppe della Repubblica Argentina.
Nel 1887, nella notte di Natale, venne battezzato da un missionario salesiano, padre Domenico Milanesio. A 11 anni chiese a questo missionario di portarlo a studiare per poter poi ritornare e alfabetizzare il suo popolo.
Nel 1897 Zeffirino venne iscritto al collegio salesiano di Villa Sora a Frascati come studente interno. Zeffirino si adattò bene all'ambiente salesiano, impegnandosi nello studio, imparando lo spagnolo e seguendo il catechismo. Nel 1898 ricevette la prima comunione e un anno dopo il sacramento della confermazione.

### La tubercolosi
All'inizio del 1902 la sua salute cominciò a deteriorarsi. Gli esami clinici gli riscontrarono la tubercolosi. Monsignor Giovanni Cagliero decise di riportarlo a Viedma con la speranza che l'aria di casa lo potesse aiutare a ritrovare la salute. Comunque agli inizi del 1903 cominciò gli studi secondari come aspirante salesiano nel collegio di "San Francesco di Sales".
Qui Zeffirino venne affidato alle cure del medico del collegio, don Evasio Garrone e di un infermiere, Sant' Artemide Zatti.
Il 19 luglio del 1904, a 17 anni, Zeffirino venne portato a Torino da monsignor Cagliero; i salesiani speravano che qui avrebbe potuto recuperare la salute e continuare gli studi per il sacerdozio.

### Villa Sora, Roma e l'incontro col Papa
L'ultimo tentativo per migliorarne la salute e garantirne gli studi fatto da parte dei salesiani fu la scelta dello storico Istituto salesiano Villa Sora di Frascati (allora collegio). La posizione tranquilla e salubre della casa salesiana "Villa Sora" sembrò la soluzione migliore. Qui Zeffirino continuò gli studi risultando uno degli studenti migliori, continuando il suo cammino di preparazione al sacerdozio.
Il 27 settembre del 1904 Zeffirino incontrò papa Pio X insieme a monsignor Cagliero. In quell'occasione fu incaricato di pronunciare un breve discorso.

### La morte e la beatificazione
Nel marzo del 1905 la tubercolosi si aggravò, e Namuncurá fu costretto a lasciare il collegio di "Villa Sora" per essere ricoverato a Roma nell'ospedale Fatebenefratelli sull'isola Tiberina. Qui fu affidato alle cure del medico personale del papa Pio X.
L'11 maggio dello stesso anno Zeffirino Namuncurá morì all'età di 18 anni. A monsignor Cagliero, che gli fu accanto fino alla fine, disse queste ultime parole: "Sia benedetto Dio e Maria Santissima! Basta che possa salvare la mia anima e, per il resto, che sia fatta la santa volontà di Dio". Fu sepolto nel cimitero monumentale del Verano di Roma. Nel 1924 le sue spoglie furono rimpatriate e interrate nel cimitero di Fortín Mercedes in Argentina.
Nel 1944/1945 iniziò la causa di beatificazione e il 3 marzo del 1957 Pio XII ne approvò l'introduzione.
Il 22 giugno 1972 è Paolo VI a proclamarlo venerabile.
Nel dicembre del 2006 la Santa Sede ha riconosciuto il primo miracolo, che ha portato Zeffirino Namuncurá ad essere il primo argentino aborigeno a raggiungere la beatificazione, decisa da Benedetto XVI nel luglio 2007. La cerimonia di beatificazione si è tenuta a Chimpay l'11 novembre successivo, ad opera del cardinal Tarcisio Bertone, salesiano egli stesso e segretario di Stato; vi parteciparono più di 100.000 persone e ha contenuto diversi elementi della cultura indigena.